# Jemima Goldsmith
Jemima Marcelle Goldsmith (Londres, 30 de enero de 1974) es una productora de cine y televisión y periodista británica. Es la fundadora de Instinct Productions, una compañía de producción televisiva. Como periodista se desempeñó inicialmente en la edición de The New Statesman, una revista política y cultural, y de la popular revista Vanity Fair.
Goldsmith se casó con el político pakistaní Imran Khan en 1995 y tuvo dos hijos con él. La pareja se divorció en 2004. Destacan de sus créditos como productora los documentales The Impeachment of Bill Clinton, We Steal Secrets: The Story of WikiLeaks, Unmanned: America's Drone Wars y Making A Killing: Guns, Greed and the NRA.
Pocos meses antes de su boda, se convirtió al islam, citando los escritos de Muhammad Asad, Charles le Gai Eaton y Alija Izetbegović como sus principales influencias. Después de su matrimonio con Khan, se mudó a Lahore, Pakistan, donde aprendió a hablar urdu y también usó ropa tradicional pakistaní.